# On bullshit: sobre la manipulación de la verdad
Sobre la charlatanería o On bullshit: sobre la manipulación de la verdad es un ensayo de 1986, reeditado como libro en el año 2005, escrito por el filósofo estadounidense Harry G. Frankfurt que presenta una teoría de la mentira (bullshit, que puede traducirse del inglés en forma literal como "mierda de toro" y en un sentido figurado como "patrañas", "sandeces" o "pamplinas"), y además define el concepto y analiza las aplicaciones en el contexto de la comunicación. Frankfurt determina que las sandeces forman un discurso con el que se pretende persuadir, sin consideraciones a la verdad. El mentiroso se preocupa por la verdad e intenta ocultarla; mientras que al que dice sandeces no le preocupa si lo que dicen es verdadero o falso, sino que más bien se preocupa solo de si su oyente queda o no convencido.
El análisis filosófico de Frankfurt ha sido analizado, criticado y adoptado por académicos desde su publicación.

## Historia

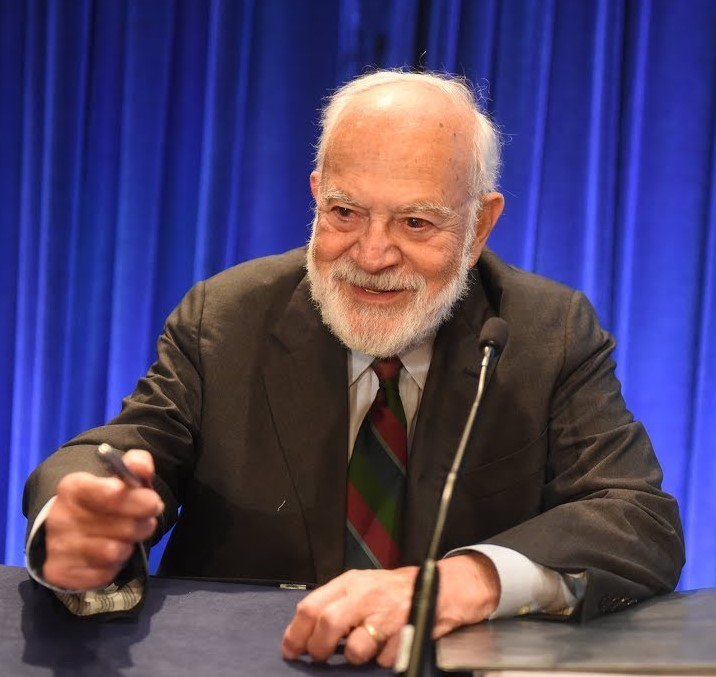
Harry Frankfurt en 2017.

Frankfurt publicó originalmente el ensayo "On Bullshit" en la revista Raritan Quarterly Review en 1986. Diecinueve años más tarde, el ensayo se publicó como el libro On Bullshit (2005), que resultó popular entre los lectores legos; el libro apareció durante 27 semanas en la lista de los bestsellers de The New York Times y fue discutido en el programa de televisión The Daily Show with Jon Stewart,  así como en una entrevista con un representante de la editorial, Princeton University Press. On Bullshit sirvió como base para el siguiente libro de Frankfurt On Truth o Sobre la verdad (2006).

## Resumen
Frankfurt fue un filósofo profesional, formado en filosofía analítica. Cuando se le preguntó por qué decidió centrarse en la charlatanería, explicó:
El respeto por la verdad y la preocupación por la verdad son algunos de los fundamentos de la civilización. Durante mucho tiempo me perturbó la falta de respeto por la verdad que observaba... La charlatanería es una de las deformidades de estos valores.
Su libro On Bullshit aborda su preocupación y hace una distinción entre "bullshitters" y mentirosos. Llega a la conclusión de que los bullshitters son más insidiosos: son más una amenaza contra la verdad que los mentirosos.
Frankfurt caracteriza al bullshit ("charlatanería", "patrañas") como una forma de falsedad distinta de la mentira. El mentiroso, según Frankfurt, sabe y se preocupa por la verdad, pero deliberadamente se propone engañar en lugar de decir la verdad. El productor de bullshit, por otro lado, no se preocupa por la verdad y solo busca impresionar.
Es imposible que alguien mienta, a menos que crea que sabe la verdad. Producir bullshit no requiere tal convicción. La persona que miente responde a la verdad, y en ese sentido es respetuosa de ella. Cuando habla un hombre honesto, dice solo lo que él cree que es verdad; para el mentiroso, es igualmente indispensable que considere falsas sus afirmaciones. Para el "bullshitter", sin embargo, estas consideraciones no importan: él no está ni del lado de la verdad ni del lado de la mentira. Su mirada no está puesta en los hechos (como lo está la del hombre honesto y la del mentiroso), excepto en la medida en que puedan ser pertinentes a su interés de salirse con la suya. A él no le importa si las cosas que dice describen la realidad correctamente. Simplemente, los escoge, o los inventa, para satisfacer su propósito.

### Tonterías y patrañas
Frankfurt comienza su trabajo sobre las patrañas (bullshit) presentando una explicación y un examen del concepto de tonterías (humbug) de Max Black. El ensayo de Black y el libro de Frankfurt son similares. Ambos se centran en comprender, definir y explicar sus respectivos conceptos y utilizar ejemplos. 
Black sugiere varios sinónimos de humbug, entre ellos: balderdash ("tonterías"), claptrap ("paparruchadas"), hokum (“patrañas"), drivel ("estupideces"), buncombe ("charlatanería"), imposture ("impostura"), quackery (“fraude”).
Frankfurt se centra en la tontería, ya que cree que es similar a la patraña, pero es el término más respetuoso. Frankfurt utiliza el trabajo de Black sobre la tontería para descomponer la descripción de la tontería en factores definitorios: "tergiversación engañosa", "que no llega a ser una mentira", "tergiversación [...] de los pensamientos, sentimientos o actitudes de alguien", y "en especial por palabras o un hecho pretencioso".  El análisis de Frankfurt le permite distinguir entre la farsa y la mentira. La principal distinción es la intención que los motiva. La intención detrás de la tontería es la tergiversación, mientras que la intención detrás de la patraña es más extrema, con la intención de cubrir la verdad. Para Frankfurt, la gente tiende a decir patrañas debido a otro motivo que podría ocultar algo. La comparación de la tontería con la mentira actúa como una introducción inicial a la patraña. La tontería está estrechamente relacionada con la patraña, pero Frankfurt cree que es inadecuada para explicarla.

### Mentiras y patrañas
El libro de Frankfurt se centra en gran medida en definir y discutir la diferencia entre la mentira y la patraña. La principal diferencia entre los dos es la intención y el engaño. Tanto las personas que mienten como las que dicen la verdad están enfocadas en la verdad. El mentiroso quiere alejar a la gente de descubrir la verdad, y la persona que dice la verdad quiere presentar la verdad. El bullshitter difiere tanto de los mentirosos como de las personas que presentan la verdad con su desprecio por la verdad. Frankfurt explica cómo los bullshitters o las personas que son bullshitters son distintos, ya que no están enfocados en la verdad. Una persona que comunica patrañas no está interesada en si lo que dice es verdadero o falso, solo en su idoneidad para su propósito. En su libro, Frankfurt define "mierda" (shit), "coloquio" (bull session) y "toro" (bull). Esto se hace de una manera lexicográfica que descompone la palabra bullshit y examina cada componente. Los componentes de la palabra bullshit resaltan los términos correspondientes que abarcan el significado general de la palabra bullshit: inútil, insignificante y sin sentido.
A continuación, Frankfurt se centra en la palabra completa y sus implicaciones y aceptación. Presenta un ejemplo de consejo dado a un niño por su padre que anima a elegir la patraña en lugar de mentir cuando sea posible. Frankfurt da dos razones para los diferentes niveles de consecuencias entre la patraña y la mentira. En primer lugar, se considera que el mentiroso es deliberadamente engañoso o dañino debido a la intención que acompaña al acto. En segundo lugar, la persona que hace patrañas carece del tipo de intención característica del mentiroso. Producir patraña no requiere ningún conocimiento de la verdad. El mentiroso está evitando intencionalmente la verdad, y el mentiroso puede estar diciendo la verdad o proporcionando elementos de la verdad sin la intención de hacerlo. Frankfurt cree que las patrañas y la creciente aceptación de las patrañas son más dañinas para la sociedad que los mentirosos y mentirosos. Esto se debe a que los mentirosos consideran activamente la verdad cuando la ocultan, mientras que los tontos ignoran por completo la verdad. "La patraña es más enemiga de la verdad que las mentiras".  Frankfurt cree que, si bien las patrañas pueden tolerarse más, son mucho más dañinas.

### Auge de la patraña
Frankfurt concluye su libro discutiendo el auge de la patraña. No argumenta que hay más patrañas en la sociedad ahora que en el pasado.[¿cuándo?] Explica que todas las formas de comunicación han aumentado, lo que ha llevado a que se vean, lean y escuchen más patrañas. Afirma que la expectativa social de que los individuos tengan y expresen sus opiniones sobre todos los asuntos requiere más patrañas. A pesar de la falta de conocimiento sobre un tema, por ejemplo, política, religión o arte, existe la expectativa de participar en la conversación y dar una opinión. Es probable que esta opinión sea una patraña a veces, ya que no se basa en hechos e investigaciones. La opinión está motivada por un desprecio de la verdad con el deseo de parecer conocedor o adecuadamente obstinado. Frankfurt reconoce que la patraña no siempre es intencional, pero cree que, en última instancia, se realiza con desprecio y descuido de la verdad. Frankfurt argumenta que este aumento de la patraña es peligrosa, ya que acepta y permite un creciente desprecio por la verdad.

## Recepción y críticas
Las respuestas al trabajo de Frankfurt han sido muy variadas. Desde su publicación, ha sido discutido, adaptado, elogiado y criticado. Ha recibido una recepción positiva por parte de muchos académicos, es considerado notable por algunos y su popularidad entre el público es evidente con su estatus de éxito de ventas durante muchas semanas.
Su obra también ha recibido críticas. Una de las principales críticas ha sido que la obra es demasiado simplista y demasiado estrecha: que el libro no reconoce los muchos factores dinámicos involucrados en la comunicación, o la naturaleza dinámica de la verdad. Esta crítica también explica que el trabajo es limitado en su análisis de otros motivos y formas de mierda, aparte de uno derivado de la falta de preocupación por la verdad. Un crítico señala que el libro no menciona, o descarta, la capacidad de la audiencia para detectar patrañas: que la explicación de Frankfurt sobre la mierda presenta una narrativa en la que la mierda pasa desapercibida o es fácilmente excusable por su audiencia. Otro crítico señala que el libro no reescribió el ensayo original para incluir un reconocimiento o discusión de la crítica y dar cuenta de cualquiera de los nuevos desarrollos e ideas dentro de la psicología y la filosofía para la publicación de su libro.
Varios comentaristas políticos han visto que el concepto de bullshit de Frankfurt proporciona ideas sobre las campañas políticas. Gerald Cohen, en Deeper into Bullshit, contrastaba el tipo de bullshit que Frankfurt describe con un tipo diferente: el discurso sin sentido presentado como uno con sentido. Cohen señala que este tipo de bullshit puede ser producido por accidente o deliberadamente. Mientras que algunos escritores producen deliberadamente bullshit, una persona puede también apuntar al sentido y producir absurdo por error; o también una persona engañada puede repetir el bullshit inocentemente, sin intención de engañar a otros. Cohen da el ejemplo del artículo falso de Alan Sokal Transgressing the Boundaries: Towards a Transformative Hermeneutics of Quantum Gravity como una pieza deliberada de bullshit. El objetivo de Sokal al crearlo, sin embargo, era mostrar que los editores "posmodernos" que aceptaron publicar su paper no podían distinguir el absurdo del sentido, y, por lo tanto, implicaba que su campo mismo era bullshit.[cita requerida]
A pesar de todas estas críticas, como se mencionó anteriormente, la obra es popular y ha recibido una recepción positiva. El antropólogo y anarquista David Graeber se refiere al texto de Frankfurt en su libro de 2018 Trabajos de mierda.

## Bibliography
- «On Bullshit». Raritan Quarterly Review 6 (2): 81-100. Fall 1986.
- «On Bullshit». The Importance of What We Care About: Philosophical Essays. Cambridge: Cambridge University Press. 1988. pp. 117–133. ISBN 0521333245. doi:10.1017/CBO9780511818172.011. ISBN 0521336112
- On Bullshit. Princeton, NJ: Princeton University Press. 2005. ISBN 978-0691122946.

## Lectura adicional
- Blessing, Kimberly A.; Marren, Joseph J. (2007). «Bullshit and Political Spin: Is the Medium the Massage?».  En Holt, Jason, ed. The Daily Show and Philosophy: Moments of Zen in the Art of Fake News. Malden, MA: Blackwell. pp. 133–145. ISBN 978-1405163149.
- Penny, Laura (2005). Your Call Is Important to US: The Truth About Bullshit. Toronto: McClelland & Stewart. ISBN 978-0771070426.
- Pfeifer, Karl (Summer 2006). «On Bullshit». Book Reviews. Dialogue 45 (3): 617-620. S2CID 170243037. doi:10.1017/S0012217300001189. (Archived verbatim preprint.)
- Quintanilla, Pablo (2007). «Frankfurt, Harry G.: Sobre la manipulación de la verdad». Discusiones filosóficas 8 (11): 316-322. ISSN 2462-9596.
- Sneddon, Andrew (2007). «Bullshitting Bullshitters and the Bullshit They Say».  En Holt, Jason, ed. The Daily Show and Philosophy: Moments of Zen in the Art of Fake News. Malden, MA: Blackwell. pp. 146–157. ISBN 978-1405163149.